# John H. Land
John H. Land (5 tháng 11 năm 1920 - ngày 21 tháng 11 năm 2014) là một chính trị gia người Mỹ. Ông là thị trưởng lâu nhất trong lịch sử của Florida và là một trong những thị trưởng lâu nhất ở Hoa Kỳ. Sau khi làm thị trưởng từ năm 1970, Land đã mất chỗ ngồi thị trưởng của mình cho Joe Kilsheimer vào ngày 8 tháng 4 năm 2014. Đất đai được sinh ra tại Plant City, Florida.
Land chết ở bệnh viện ở Orlando, Florida do đột quỵ, thọ 94 tuổi. 